# Vădăstrița
Vădăstrița is een Roemeense gemeente in het district Olt.

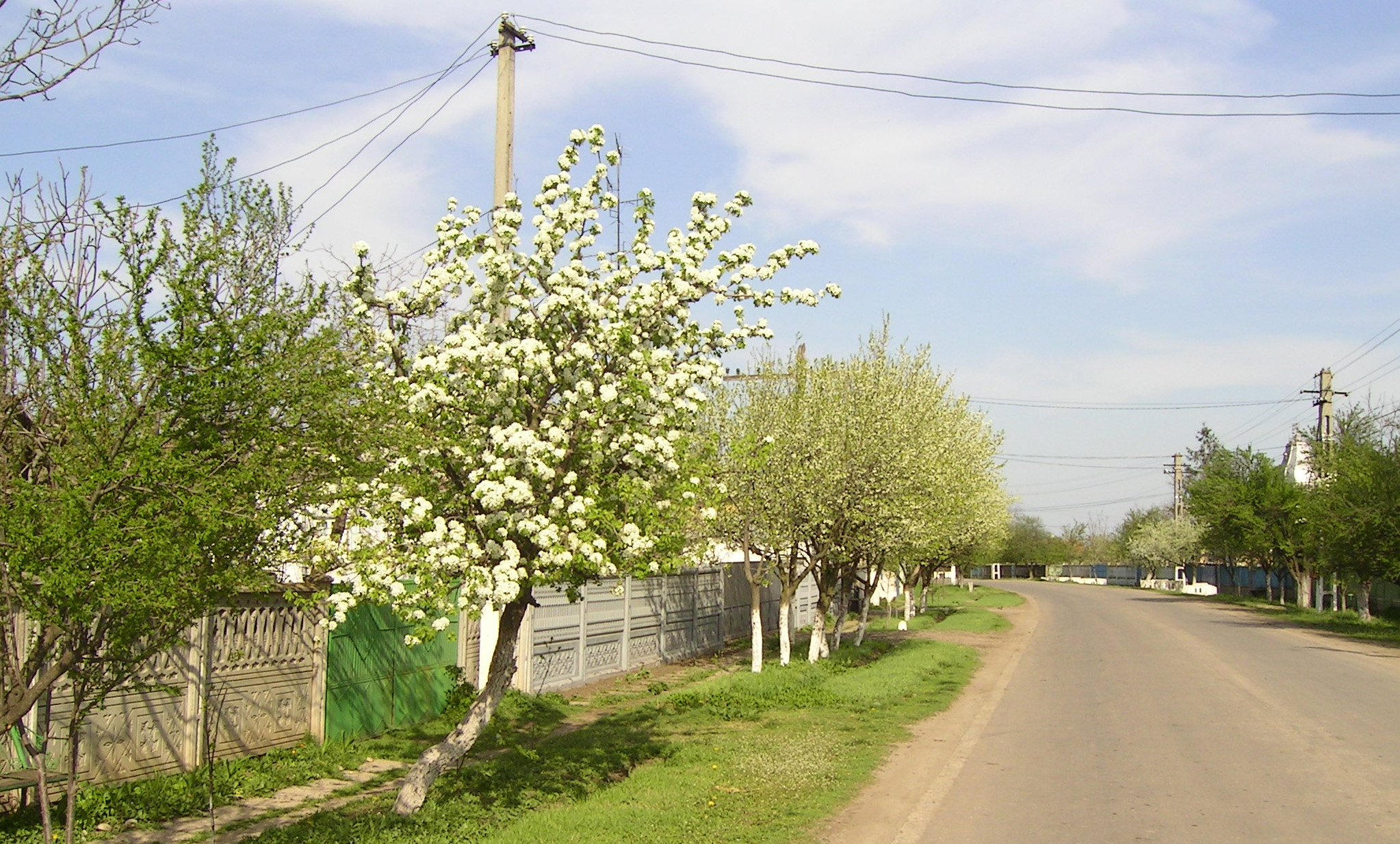
Lente in Vădăstrița

Vădăstrița telt 3514 inwoners.